# 宍甘太郎右衛門
宍甘 太郎右衛門（しじかい たろうえもん）は、安土桃山時代の武将。宇喜多氏の家臣。知行1624石。本丸御番衆。

## 略歴
慶長の役での南原城の戦いでは、南門へ一番乗りを果たす。
関ヶ原の戦いの折には、留守居役として兄・太郎兵衛と岡山城に留まり、城代・浮田宗勝を補佐した。宇喜多家の属した西軍が敗れた後、岡山城の接収に来た戸川達安・宇喜多詮家に無事城を明け渡すのに貢献した。隠退先は不明。